# Bamendjou
Bamendjou es un municipio del departamento de Hauts-Plateaux de la región del Oeste, Camerún. En noviembre de 2005 tenía una población censada de 34 269 habitantes.
Se encuentra ubicado cerca del río Noun, al norte de la ciudad más poblada del país, Duala.